# Tweede Kamerverkiezingen in het kiesdistrict Schiedam (1848-1850)
Tweede Kamerverkiezingen in het kiesdistrict Schiedam (1848-1850) geeft een overzicht van verkiezingen voor de Nederlandse Tweede Kamer in het kiesdistrict Schiedam in de periode 1848-1850.
Het kiesdistrict Schiedam werd ingesteld na de grondwetsherziening van 1848.  Tot het kiesdistrict behoorden de volgende gemeenten: Bergschenhoek, Berkel en Rodenrijs, Bleiswijk, Capelle aan den IJssel, Delfshaven, Hillegersberg, Kethel en Spaland, Kralingen, Nieuwerkerk aan den IJssel, Nieuwland, Kortland en 's-Graveland, Oud- en Nieuw-Mathenesse, Overschie, Schiebroek, Schiedam, Tempel, Vlaardingen, Vlaardinger-Ambacht, Zevenhuizen en Zouteveen.
Het kiesdistrict Schiedam was in dit tijdvak een enkelvoudig kiesdistrict: het vaardigde per zittingsperiode één lid af naar de Tweede Kamer.
Legenda
- cursief: in de eerste verkiezingsronde geëindigd op de eerste of tweede plaats, en geplaatst voor de tweede ronde;
- vet: gekozen als lid van de Tweede Kamer.

## 30 november 1848
De verkiezingen werden gehouden na ontbinding van de Tweede Kamer, na inwerkingtreding van de herziene grondwet.
|                      | 30 november |
| -------------------- | ----------- |
| Kiesgerechtigden     | 751         |
| Opkomst              | 609         |
| Geldige stemmen      | 607         |
| Blanco stemmen       | 1           |
| Kandidaten           |             |
| K.A. Poortman        | 446         |
| C.L.A. van der Horst | 83          |
| S. Rijnbende         | 22          |
| W.C. Mees            | 22          |
| Æ. Mackay            | 10          |

## Opheffing
Bij de invoering van de Kieswet in 1850 werd het kiesdistrict Schiedam opgeheven. De gemeenten die deel hadden uitgemaakt van het kiesdistrict werden toegevoegd aan de kiesdistricten Delft (de gemeenten Delfshaven, Kethel en Spaland, Nieuwland, Kortland en 's-Graveland, Oud- en Nieuw-Mathenesse, Overschie, Schiebroek, Schiedam, Vlaardingen, Vlaardingerambacht en Zouteveen) en Gouda (de gemeenten Bergschenhoek, Berkel en Rodenrijs, Bleiswijk, Capelle aan den IJssel, Hillegersberg, Kralingen, Nieuwerkerk aan den IJssel, Tempel en Zevenhuizen), die beide omgezet werden in een meervoudig kiesdistrict.